# كاثرين ماكفي
كاثرين هوب ماكفي (مواليد 25 مارس 1984) ممثلة ومغنية وكاتبة أغاني أمريكية، اكتسبت شهرة في مايو 2006 بعد أن حلّت في مركز الوصيف في الموسم الخامس من برنامج أمريكان آيدول.

## روابط خارجية
- كاثرين ماكفي على موقع IMDb (الإنجليزية)
- كاثرين ماكفي على موقع روتن توميتوز (الإنجليزية)
- كاثرين ماكفي على موقع ألو سيني (الفرنسية)
- كاثرين ماكفي على موقع ميوزك برينز (الإنجليزية)
- كاثرين ماكفي على موقع تيرنر كلاسيك موفيز (الإنجليزية)
- كاثرين ماكفي على موقع أول موفي (الإنجليزية)
- كاثرين ماكفي على موقع بوكس أوفيس موجو (الإنجليزية)
- كاثرين ماكفي على موقع قاعدة بيانات برودواي على الإنترنت (الإنجليزية)
- كاثرين ماكفي على موقع قاعدة بيانات الأفلام السويدية (السويدية)
- كاثرين ماكفي على موقع إن إن دي بي (الإنجليزية)